# Листова, Елизавета Леонидовна
Елизаве́та Леони́довна Листо́ва (род. 30 декабря 1971, Москва, РСФСР, СССР) — российский тележурналист, автор и ведущая документального цикла «Советская империя» на телеканале «Россия» (2003—2009). В прошлом также работала специальным корреспондентом телеканала «Россия» (2003—2010), ведущей новостной программы «Сейчас» на ТВ-6 и ТВС (2001—2003) и корреспондентом службы информации (1995—2001) и дирекции праймового вещания (2010—2012) телекомпании НТВ.

## Биография
Мать — театровед, отец — инженер (живёт в Германии, где занимается музыкой). Прадед, Константин Листов, был известным композитором, автором популярных песен: «В парке „Чаир“», «Если любишь — найди», «Думка», «Гренада», «Ходили мы походами», «Песня о тачанке», «В землянке», «Севастопольский вальс». Отчим Листовой, Владимир Мукусев, тележурналист, один из ведущих программы «Взгляд».
В 1994 году окончила театроведческий факультет Государственного института театрального искусства (ГИТИС), мастерская Натальи Крымовой. В 1993 году работала в журнале «Искусство кино» с режиссёром Петром Шепотинником (который был заведующим отделом).

### Телевидение
С 1994 года начала работать на телевидении, став корреспондентом программы «Кинескоп» Петра Шепотинника на ТВ-6.
С 1995 года работала на НТВ в первоначальной программе Леонида Парфёнова «Намедни. Неполитические новости». С 1997 года — корреспондент службы информации НТВ (программы «Сегодня» и «Итоги»). Основная специализация — культура, часто делала репортажи о Черноморском флоте. Автор и ведущая документального фильма «К-8. Секретный монумент» из серии «Новейшая история», показанного на НТВ в сентябре 2000 года. Озвучивала некоторые серии проекта Леонида Парфёнова «Российская империя».
В апреле 2001 года, после смены руководства канала, покинула НТВ вместе с командой Евгения Киселёва.
С июня 2001 по январь 2002 года работала ведущей дневных выпусков новостей («Сегодня на ТВ-6», впоследствии «Сейчас») на телеканале ТВ-6. На этом канале она также разрабатывала идею программы «Вещи века», но в силу разных причин (в том числе прекращения вещания ТВ-6 21 января 2002 года) она так и не вышла в эфир.
С января по март 2002 года работала ведущей дневных новостей журналистов ТВ-6 в эфире радиостанции «Эхо Москвы». С июня 2002 года по июнь 2003 года работала ведущей дневных новостей на телеканале ТВС. Также принимала участие в съёмках программы «Тушите свет».
После закрытия ТВС в июне 2003 года перешла работать на телеканал «Россия» в качестве автора документальных фильмов.
С осени 2003 года (первая передача вышла в эфир весной 2004 года) по апрель 2009 года — автор документального цикла «Советская Империя» на том же телеканале. За шесть лет в рамках данного цикла были сделаны следующие фильмы: «Гостиница „Москва“», «Ледокол „Ленин“», «Родина-мать», «Останкино», «Хрущевки», «Сочи», «Братская ГЭС», «Высотки», «Народный автомобиль», «Каналы» и «Метро». Изначально Листова работала над этим циклом вместе с Алексеем Кондулуковым, корреспондентом «старого» НТВ, который вернулся на телеканале в феврале 2007 года. Последний раз появилась на телеканале 7 марта 2010 года как автор репортажа для информационно-аналитической телепрограммы «Вести недели».
В 2010 году Листова вернулась на НТВ в качестве постоянного автора программы «Профессия — репортёр» (до 2012) и корреспондента программы «Центральное телевидение» Вадима Такменёва (до 2015).
После закрытия программы «Профессия — репортёр» Елизавета Листова продолжила работу на НТВ над авторскими документальными проектами:
- «Севастопольский вальс» (2016) — об обороне города Севастополя в ходе Великой Отечественной войны, показан 9 мая 2016 года[36]
- «НТВ-видение: новогодняя сказка для взрослых» (2016) — о праздновании Нового года во времена СССР, показан 1 января 2017 года[37]
- «Северный морской путь» (2019) — цикл из 4 серий, рассказывающий об Арктике и известных личностях, с нею связанных; показан 8-11 апреля 2019 года[38][39]
- «Черноморский цугцванг. Гибель теплохода „Армения“» (2021) — к 80-летию со дня затопления судна, показан 7 ноября 2021 года[40]
- «1983» (2023) — фильм из 2 серий, рассказывающий об одном из самых напряжённых периодов Холодной войны; показан 6 ноября 2023 года[41]
- «Живые» (2025) — фильм о прототипах знаменитых скульптур на станции метро «Площадь Революции»; показан 11 мая 2025 года[42]

С 24 мая по 26 июля 2022 года — ведущая проекта «Первая Холодная» на YouTube-канале «Дилетант» (совместно с Сергеем Бунтманом).

## Семья
С 2004 года замужем за журналистом Евгением Ревенко. В 2005 году у пары родилась дочь Вера.

## Награды
- Благодарность Президента Российской Федерации (26 июля 2021 года) — за заслуги в развитии средств массовой информации и многолетнюю добросовестную работу[47].